# Barraca de vinya (Capellades)
La Barraca de vinya és una obra de Capellades (Anoia) protegida com a Bé Cultural d'Interès Local.

## Descripció
La barraca de vinya està situada a la carretera que comunica Capellades i Igualada, al quilòmetre 10,3 aproximadament. Està situada al marge de la carretera. Es tracta d'una barraca de pedra seca i planta circular. L'accés es realitza a través d'una porta allindanada i presenta un petit ràfec de pedres planes.